# يوليا خكيموفا
جوليا خكيموفا (بالإنجليزية: Julia Khakimova)‏ و (بالروسية: Юлия Ильдусовна Хакимова) وهي مبارزة سيف شيش روسية ولدت في يوم 28 فبراير 1981 وقد فازت بالميدالية الذهبية في بطولة العالم في 2006 في تورينو في إيطاليا مع الفريق وبالميدالية البرونزية في الألعاب الجامعية في إزمير في تركيا في الفردي.

## روابط خارجية
- يوليا خكيموفا على موقع الاتحاد الدولي للمبارزة (الإنجليزية)